# Давыдов, Андрей Павлович
Андрей Павлович Давыдов (15 апреля 1932 — 28 января 2019) — слесарь-инструментальщик Новгородского завода имени Ленинского комсомола, Герой Социалистического Труда (1971).

## Биография
Родился 15 апреля 1932 года в селе Печины Тростянецкого района Сумской области в семье крестьянина. Его отец участник Первой мировой войны, георгиевский кавалер, умер в 1937 году, осталось 9 детей. После освобождения Сумской области от немецких оккупантов, с двенадцати лет стал трудиться в колхозе.
В 1952 году призван в Советскую Армию. Служил на Урале. Во время службы, его воинская часть была передислоцирована в Новоселицы Новгородской области, где принимала участие в строительстве дороги Москва — Ленинград. Принимал участие в строительстве участка Чудово — Валдай. В 1956 году уволился с военной службы в запас.
С 1959 года работал на новгородском заводе (позже назывался Новгородский завод имени Ленинского комсомола производственного объединения «Планета» министерства электронной промышленности СССР) в должностях от ученика слесаря-инструментальщика до слесаря 6 разряда по сборке штампов и пресс-форм для производства деталей полупроводниковых триодов, микросхем, диодов. Сменные нормы выработки перевыполнял вдвое. Без отрыва от производства завершил обучение в средней вечерней школе № 2 города Новгорода.
Ему поручалось изготовление самой сложной и уникальной специальной технологической оснастки. Продукцию изготавливал с личным клеймом качества. Одним из первых взял на себя социалистическое обязательство по досрочному выполнению восьмого пятилетнего плана (1966—1970 гг.) и успешно исполнил его к июню 1969 года. За годы восьмой пятилетки изготовил свыше 200 штампов-автоматов и пресс-форм. Первым на заводе освоил выпуск твердосплавных штампов-автоматов, добился увеличения их стойкости в пять раз. Являлся активным рационализатором. Обучил профессии десятки учащихся Новгородского техникума электронной промышленности, подшефных школ № 8 и № 13.
Указом Президиума Верховного Совета СССР от 26 апреля 1971 года за выдающиеся заслуги в выполнении плана, создании новой техники и развитии электронной промышленности присвоено звание Героя Социалистического Труда с вручением ордена Ленина и золотой медали «Серп и Молот» .
Избирался депутатом Новгородского областного Совета народных депутатов двух созывов, членом президиума областного Совета народных депутатов. Член и участник съездов ЦК профсоюза радиоэлектронной промышленности СССР, делегат XV съезда профсоюза СССР.
После выхода на заслуженный отдых общий трудовой стаж составил 54 года.
Умер 28 января 2019 года. Похоронен на Западном кладбище Великого Новгорода.

## Награды
За трудовые успехи удостоен:
- золотая звезда «Серп и Молот» (26.04.1971)
- орден Ленина (26.04.1971)
- Орден «Знак Почёта» (12.07.1975)
- Медаль «В ознаменование 100-летия со дня рождения Владимира Ильича Ленина»
- Почётный радист СССР
- другие медали
- Почётный гражданин Великого Новгорода (28 мая 2015 года)